# Блум, Линдси
Линдси Дайан Блум (англ. Lindsay Diane Bloom, род. 28 августа 1950) — американская актриса, модель и участница конкурса красоты.

## Биография
Блум — уроженка Омахи, штат Небраска. В возрасте 17 лет она решила стать актрисой и приняла участие в конкурсах красоты, чтобы привлечь внимание. Она получила титул Мисс Омаха в 1968 году. В 1969 году она выиграла титул «Мисс Юта».
Начала активно сниматься с 1975 года. Известна по роли Вельды, секретарши Майка Хаммера в телесериале «Mickey Spillane’s Mike Hammer».